# Sacco di Garlasco
Il sacco di Garlasco fu un episodio militare minore della guerra d'Italia del 1521-1526 che si verificò tra il 3 e il 4 marzo 1524 ai danni dell'omonimo borgo. Le forze imperiali effettuarono un breve assedio seguito da un assalto e dal saccheggio del borgo fortificato e del castello.

## Antefatti
Dopo aver assediato Milano senza ottenere alcun risultato tra il settembre e il novembre 1523, l’esercito francese guidato dal Guillaume Gouffier de Bonnivet si ritirò ad Abbiategrasso dove si accampò per passare l’inverno in attesa che Francesco I scendesse in Italia con i rinforzi per proseguire la campagna militare in corso.
Nella notte tra il 27 e il 28 gennaio le forze imperiali uscirono da Milano ed assaltarono a sorpresa un accampamento secondario dei francesi nella battaglia di Robecco sul Naviglio riuscendo a mettere in fuga i nemici. Il Lannoy tuttavia non volle approfittare della vittoria per rischiare un assedio di Abbiategrasso e preferì rimanere accampato tra Rosate e Casorate, assicurandosi che Milano avesse una guarnigione sufficientemente numerosa per dissuadere i francesi dal tentare un nuovo assedio e nell’attesa dei circa 6 000 fanti e 800 cavalieri veneziani guidati da Francesco Maria I Della Rovere che si congiunsero all’esercito imperiale il 10 febbraio. Nelle tre settimane successive i comandanti delle forze imperiali si consultarono più volte sul da farsi, cambiando continuamente decisione in merito all’opportunità di passare il Ticino per assediare Vigevano e tagliare le vie di rifornimento francesi. Finalmente il 2 marzo l’esercito imperiale passò il fiume tramite due ponti realizzati tra Bereguardo e Pavia per poi accamparsi la sera stessa tra Tromello e Gambolò.

## Battaglia
La mattina del 3 febbraio circa 60-70 fanti e 50 balestrieri a cavallo della guarnigione di Garlasco uscirono da quel borgo e assaltarono 150 cavalleggeri di Giovanni Naldi accampati ad Alagna. Benché colti di sorpresa, una ventina di loro riuscì a salire a cavallo e a contrastare i fuoriusciti finché, riorganizzatisi, riuscirono a respingerli e catturarne la maggioranza. Sopraggiunsero allora un centinaio di schioppettieri che dopo essersi disposti su due file spararono contro i cavalleggeri causando però solo lievi perdite prima di essere a loro volta travolti dai cavalli nemici; circa trenta di loro caddero e il resto furono catturati. 
Terminata questa scaramuccia il Della Rovere, su esortazione del Lannoy, si assunse il comando dei 2 000 fanti e dei cavalieri che avrebbero dovuto assediare il borgo e il castello di Garlasco. La fortezza era difesa da 600 fanti e 200 cavalleggeri al comando di Battistino Corso, possedeva alti bastioni, un profondo fossato allagato ed era dotata di alcuni cannoni. Se non fosse stata conquistata sarebbe risultata una spina nel fianco nell’eventualità di un assedio di Vigevano poiché avrebbe potuto intercettare i carriaggi pieni di vettovaglie provenienti da Pavia. Quella sera stessa fu inviato un trombettiere a chiedere la resa del borgo che venne rigettata, al che le forze imperiali piantarono quattro cannoni e quattro sagri.
All’alba del 4 marzo l’artiglieria iniziò a battere contro la porta del castello che però riuscì a resistere ai colpi. Terminato il bombardamento, circa 300 schioppettieri veneziani si avvicinarono alle mura di Garlasco sparando contro chiunque si affacciasse. Seguì un primo assalto durante il quale i fanti veneziani e sforzeschi furono respinti. Vi fu poi una ripresa del bombardamento volta ad eliminare le difese ai fianchi del castello quindi un secondo assalto che venne parimenti respinto. Prima del terzo assalto la guarnigione alzò bandiera bianca al che le truppe imperiali attuarono un terzo assalto. Circa 40 cavalieri pesanti appiedati del Della Rovere riuscirono ad appoggiare le scale e a salire sulle mura seguiti da una moltitudine di fanti che si assieparono presso lo stretto ponte levatoio del castello e a causa della calca circa 90 di loro caddero nel fossato ed annegarono per il peso delle armature, altri furono feriti dal lancio di pietre e dal fuoco della guarnigione. Alla fine le forze imperiali, entrate nel castello, ne massacrarono la guarnigione. Per esplicito ordine del Della Rovere, che intendeva vendicare la morte del nipote Carlo da Gubbio, caduto poco prima, si dedicarono quindi al sacco della cittadina durante il quale uccisero molti civili ed infine la incendiarono. Il provveditore veneziano Pietro Pesaro riuscì a salvare parte delle donne, i bambini e le monache ordinando ai suoi uomini di custodire i monasteri ed evitare che si verificassero violenze anche nei loro confronti.

## Conseguenze
Durante le operazioni furono uccisi molti condottieri tra i quali Baldassarre Signorelli, Oberto Pallavicino, Alberto Beccaria, Roberto da Martinengo. Giulio Manfrone cadde nel fossato del castello dopo essere stato colpito da un merlo lanciato dalle mura ma venne salvato; furono feriti da pietre anche Camillo Orsini, Aloisio Gonzaga e Antonio della Riva.
Quasi tutti gli uomini della guarnigione furono massacrati, compresi coloro che si erano arresi, cosa piuttosto inusuale nella cosiddetta “guerra all’italiana”. Battistino Corso, comandante della guarnigione, fu preso prigioniero.
Il 6 marzo il grosso dell’esercito francese attraversò il ponte di Boffalora e si accampò attorno a Vigevano dopo aver lasciato 800 fanti quale guarnigione di Abbiategrasso e altri 2 000 fanti a presidio del detto ponte.